# Graf van Askold

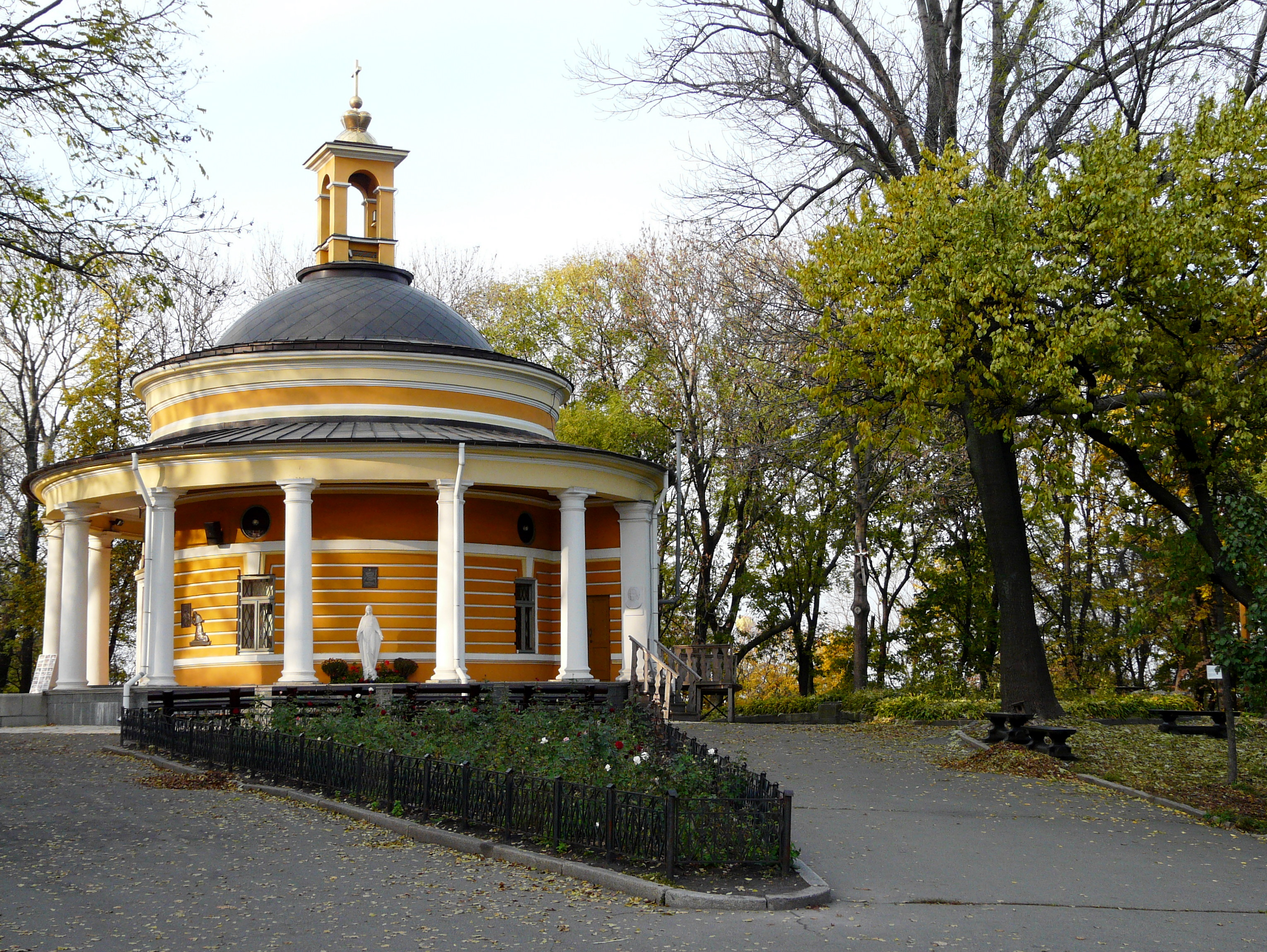
Monument

Het graf van Askold (Oekraïens: Аскольдова могила, Askoldova Mohyla) is een monument in een park in Kiev, de hoofdstad van Oekraïne. Het ligt op de rechteroever van de Dnjepr. 
Volgens de legende vermoordde op deze heuvelachtige oever vorst Oleg de Wijze van Novgorod in 882 de plaatselijke heerser Askold. Er wordt gezegd dat deze hier begraven ligt. 
In het begin van de 19e eeuw werd er op deze plaats een ronde stenen constructie gebouwd door architect Melenski. Later, in 1935, werd dit omgeven door een zuilenwerk om het eerste gebouw te beschermen.